# Nablus

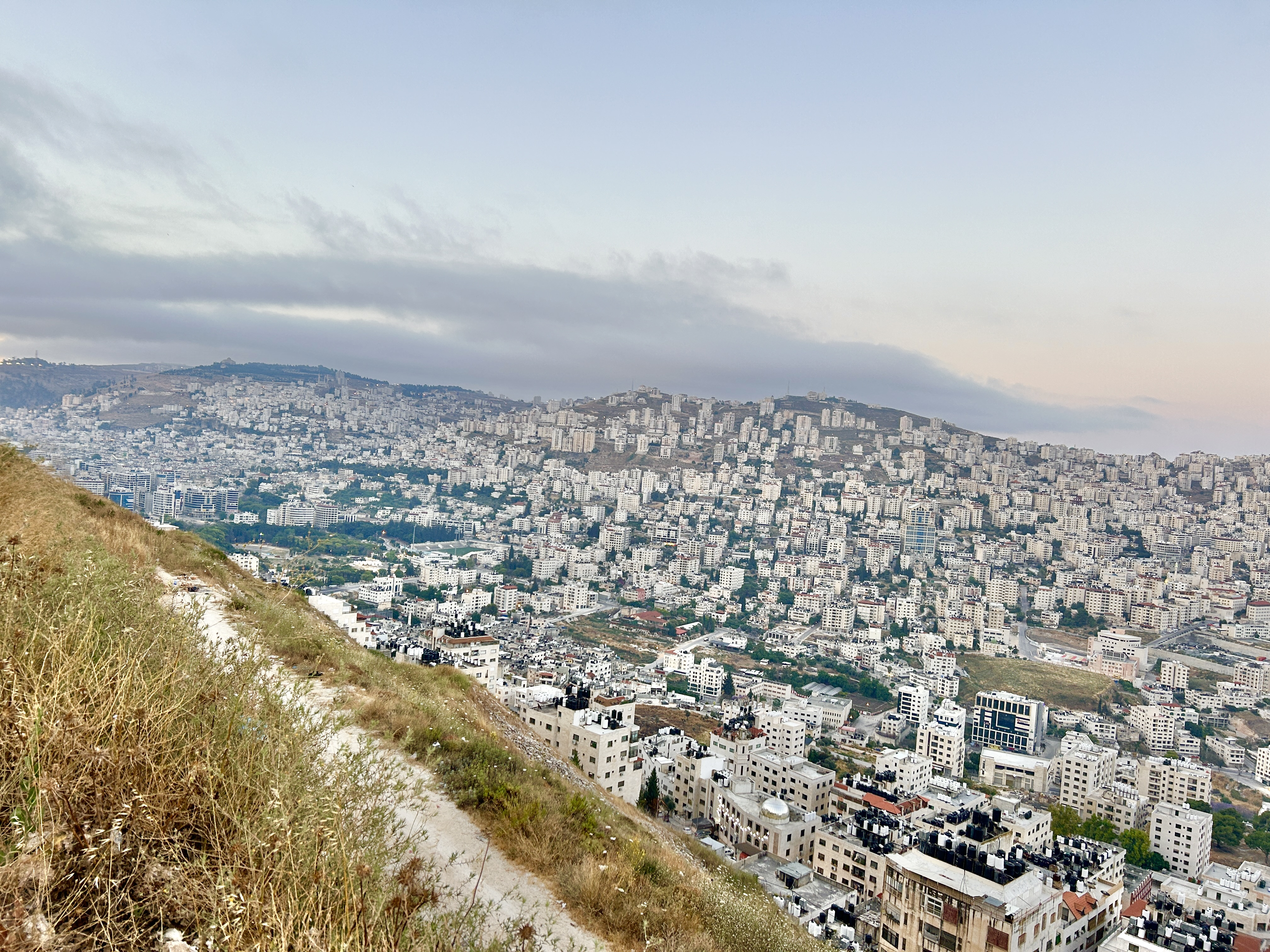
Nablus, 2024

Nablus (arabisch نابلس, DMG Nābulus, aus altgriechisch Νεάπολις Neapolis, deutsch ‚Neustadt‘; hebräisch שְׁכֶם Sch'chem) ist eine Stadt in den palästinensischen Autonomiegebieten mit 156.906 Einwohnern (Stand: 2017). Sie liegt zwischen zwei Bergen (arab.: Ibāl und Dschirzim, in der Bibel Ebal und Garizim). Das biblische Sichem (Dschabal an-Nār, ‚Feuerberg‘) und die römische Gründung Flavia Neapolis waren Vorgängersiedlungen an dieser Stelle.
Nablus ist Sitz der an-Najah-Nationaluniversität. Am Stadtrand von Nablus wird Josephs Grab von Juden, Muslimen und Christen verehrt.

## Demographie
Im Distrikt Nablus einschließlich der Flüchtlingslager (Askar und Balata) und umliegenden Ortschaften leben 205.392 Einwohner. Im Distrikt Nablus befinden sich 14 israelische Siedlungen. 2014 wurde die Einwohnerzahl der Stadt Nablus vom Palästinensischen Zentralamt für Statistik mit 156.906 angegeben. Heute leben dort unter der muslimischen und christlichen Bevölkerung etwa 400 Angehörige des Volkes der Samaritaner.

## Geschichte

### Antike
Die Besiedlung des Tals zwischen den Bergen Garizim und Ebal (mit Nablus als heutigem Zentrum) begann im frühen 4. Jahrtausend v. Chr. Hier lag der aus dem Alten Testament bekannte Ort Sichem (bzw. Shechem). Er spielte eine bedeutende Rolle im Handelsverkehr zwischen dem Mittelmeer und dem Jordantal und fand in den Büchern des Alten Testaments mehrmals Erwähnung. Politisch lag Sichem zunächst auf ägyptischem Territorium, es hatte aber einen eigenen König. Als Folge einer Zerstörung Mitte des 12. Jahrhunderts v. Chr. blieb Sichem rund 100 Jahre lang verlassen. Nach der Befreiung von den Ägyptern machte Jerobeam I., von 926 bis 907 v. Chr. der erste König des Nordreichs Israel, Sichem zu seiner Hauptstadt. Unter der Herrschaft des israelitischen Königs Menachem (745–738 v. Chr.) wurde Sichem erneut zerstört, 724 v. Chr. fiel die Stadt den Assyrern in die Hände und blieb wiederum 150 Jahre lang unbewohnt.
In der Abfolge der sich ablösenden antiken Großmächte befand sich Nablus schließlich innerhalb der Grenzen des Babylonischen Reiches, danach im Reich der Perser. Nach dem Sieg Alexanders des Großen über Darius III. 333 v. Chr. bei Issos kam der gesamte Vordere Orient unter griechische Herrschaft. Sichem war nun Teil einer Kolonie der Makedonier. Alexander unterstützte das Anliegen der Samaritaner, Sichem zu ihrem Zentrum auszubauen. 63 v. Chr. nahmen die Römer unter ihrem Feldherrn Pompeius das Gebiet ein und machten es zur römischen Provinz Judäa. Die förmliche Gründung des heutigen Nablus in der Nachbarschaft des alten Sichem geht auf den römischen Feldherrn und späteren Kaiser Titus im Jahre 72 zurück. Zu Ehren seines Vaters Flavius Vespasianus gab er der Stadt den Namen Flavia Neapolis. Römische Veteranen und andere Kolonisten ließen sich hier nieder. Im 2. Jahrhundert errichtete Kaiser Hadrian ein Amphitheater, dessen Reste noch heute zu sehen sind.

### Vom Aufkommen des Islam bis zum Beginn der Moderne
Unter ʿUmar ibn al-Chattāb, dem zweiten Kalifen nach dem Ableben des Propheten Mohammeds, entstand in der ersten Hälfte des 7. Jahrhunderts im Nahen Osten eine neue muslimische Großmacht. Neapolis wurde zu Nablus – der arabischen Variante des bisherigen Namens.
Nablus entwickelte sich erneut zu einem blühenden Handelszentrum im Orient – eine Rolle, die die Stadt bis zum 20. Jahrhundert behauptete. Manche Historiker sprechen deshalb von Nablus als der „ungekrönten Königin Palästinas“. Unter den aufeinander folgenden Dynastien der Umayyaden, Abbasiden und Fatimiden lebten Muslime, Christen, Juden, Samaritaner und Perser in Nablus friedlich miteinander. Im 10. Jahrhundert bezeichnete der arabische Geograph al-Muqaddasī Nablus als „Klein-Damaskus“. 1099 unterstellte sich Nablus freiwillig den vorrückenden Heeren der Kreuzfahrer unter Tankred von Tarent. Die Stadt lag nun auf dem Territorium des christlichen Königreichs von Jerusalem und einige Kreuzfahrer ließen sich nieder. Im Verlauf der Intrigen um die Erbfolge des Königs Baldwin II. von Jerusalem verlegte die Königin Melisende, Baldwin II. Tochter, 1150 ihre Residenz nach Nablus. Die Herrschaft der christlichen Kreuzfahrer endete 1187 mit der Eroberung von Nablus durch den muslimischen Sultan Saladin.
Bei einem Erdbeben mit einer Stärke von womöglich 7,5 auf der Richterskala im Jahre 1202 wurde die Stadt zerstört, aber rasch wieder aufgebaut. 1260 übernahmen die Mamluken die Kontrolle über Nablus und stoppten den Vormarsch der Mongolen. Nach der Schlacht von Mardsch Dabiq 1516 gelangte Palästina als Teil der Provinz von Damaskus unter die Herrschaft des Osmanischen Reiches. Nablus war seinerzeit einer von sechs Distrikten Palästinas mit fünf Subdistrikten. Die Grenzen entsprachen traditionellen Einzugsgebieten von jeweiligen Familien. Der Einfluss der fremden Staatsmacht in der Ferne blieb gering und die wirtschaftliche Bedeutung von Nablus blieb ungebrochen. Laut Grundsteuerregistern der Jahre 1538/39, 1548/49 und 1596/97, war Nablus der neben Safed wichtigste Produktionsort für das Weben und Färben von Textilien im Palästina des 16. Jahrhunderts. Die Register lassen für 1538/1539 auf rund 7000 Einwohner schließen, die Zahl sank auf rund 6200 zehn Jahre später und auf 5100 für 1596/1597. Anders als Safed, dessen Herstellung im 17. Jahrhundert stark rückläufig war, konnten sich die Textilproduzenten in Nablus bis ins 19. Jahrhundert behaupten. 1771 und 1773 wurde Nablus von Truppen Dhaher al-Omars belagert, was der Stellung von Nablus' Händlermarkt Khan al-Tujjar nicht abträglich war.

### 19. und 20. Jahrhundert

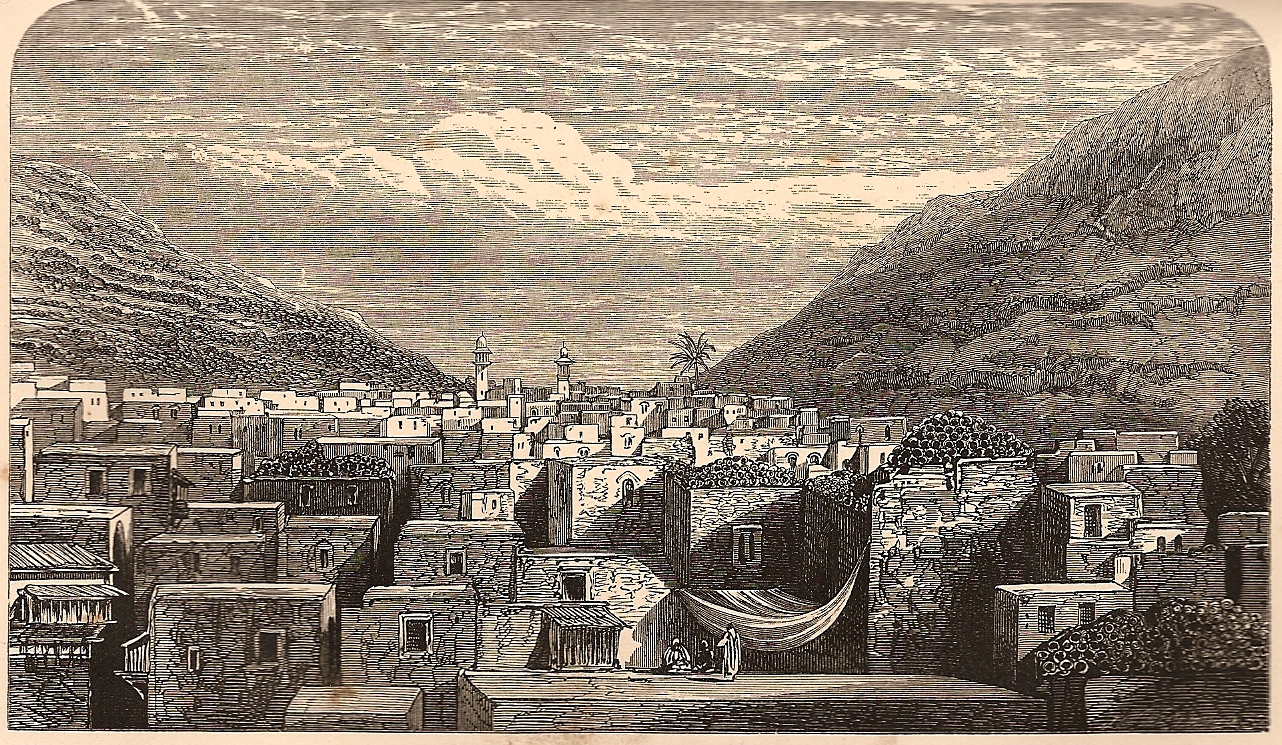
Nablus, von W. C. P. Medlycott, in H. B. Tristram: The Land of Israel – A Journal of Travels with Special Reference to Its Physical History. London 1865.

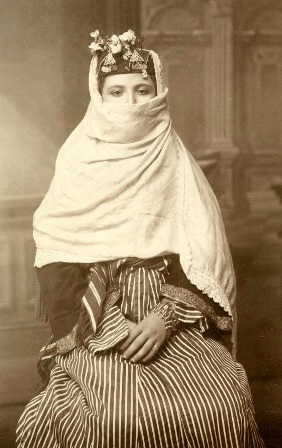
Porträtfotografie einer jungen Frau aus Nablus, Maison Bonfils zwischen 1867 und 1885

1856 gab es einen Volksaufstand gegen die Osmanen in der damals über 20.000 Einwohner zählenden Stadt. Nablus wurde 1868 eine autonome osmanische Gemeinde und richtete, fast zehn Jahre bevor dies obligatorisch wurde, eine Gemeindeversammlung, einen Majlis al-baladiyya, ein. Mustafa Beg Tuqan verteidigte das (halb)autonome Nablus gegen den Machtanspruch von Dhaher al-Omar aber auch der Osmanen. Seinen Bruder setzte er als Gouverneur von Jaffa ein. Bis Ende des 19. Jahrhunderts bestand die Bevölkerung, neben einer kleineren Zahl von Christen und Juden, fast gänzlich aus sunnitischen Muslimen. Führende Familien waren die Nimr, Tuqan Jarrar, Jayyusi und die aus Arraba stammenden Abd al-Hadi (auch: Abdul Hadi). Letztere waren mit einem Grundbesitz von rund 60.000 Dunam überaus landbesitzend und wurden nur von wenigen Familien, wie den Ash-Shawwa in Gaza, übertroffen.
Mary Eliza Rogers, die Schwester des britischen Konsuls in Haifa und Verfasserin des Buches Picturesque Palestine berichtete um etwa 1875 von 20 Seifensiedereien in Nablus und bezeichnete den „principal bazaar“ als „the finest arcade in Palestine“. Ausführlich schilderte sie die reiche Auswahl europäischer und einheimischer Waren und von Gütern aus Damaskus, Aleppo und „Stamboul“. Der Missionar John Mills, der drei Monate in Nablus lebte, um die nahen Samaritaner zu studieren, schloss sich dem Urteil an: „It is the finest, by far, in Palestine“. Mills berichtete, dass der Khan al-Tujjar jedem Vergleich mit den größten osmanischen Städten standhalten könne. Händler aus Nablus eröffneten Außenkontore im damals noch kleinstädtischen Amman. 1888 wurde Nablus der Provinzverwaltung in Damaskus entzogen und den osmanischen Behörden in Beirut unterstellt.
Mit der Jungtürkischen Revolution 1908 gründeten lokale Postangestellte eine örtliche Vertretung des Komitees für Einheit und Fortschritt. In der zweiten osmanischen Verfassungsperiode wurde 1908 der islamische Geistliche Scheich Ahmad al-Khammash ins osmanische Parlament gewählt. 1908 begannen Planungen für einen Anschluss von Nablus an die Hedschasbahn. 1913 sah die Zeitung al-Muqtabas in Damaskus Nablus als Veranstaltungsort des 2. Arabischen Kongresses, denn sie biete „ein aufgeklärtes arabisches Umfeld, eine Jugend mit Prinzipien und Ideen und die eifrigsten Nationalisten“. Von Nablus war Izzat Darwaza von al-Fatat 1913 zum 1. Arabischen Kongress an die Pariser Société de Géographie gereist, der sich nicht zum Zionismus äußerte. Dies tat kurze Zeit später die in Nablus gegründete „Vereinigung zur Bekämpfung des Zionismus“, die vor der jüdischen Kolonisierung warnte.
Im Kriegsjahr 1914 waren die Schienen der Bahnstrecke Afula–Nablus bis Nablus verlegt. Hier bezog Erich von Falkenhayn Quartier als er Jerusalem verließ, wobei Simon Sebag Montefiore betont, der General habe ein Porträt Willhelm II. aus der Himmelfahrtskapelle errettet. Im Mai 1916 ließ Cemal Pascha zur Niederschlagung der Arabischen Revolte in Damaskus und Beirut 21 Aktivisten hinrichten. Drei dieser Männer kamen aus Palästina, unter ihnen Salim Abd al-Hadi aus Nablus. Der britische und vermeintliche arabische Sieg am 19. September 1918 in der Schlacht bei Nablus brachte die baldige osmanische Niederlage. Im Vertrag von Sèvres mit dem Osmanischen Reich vom 10. August 1920 wurde das britische Mandatsgebiet von „Palästina und Trans-Jordanien“ geschaffen, in dem auch Nablus lag. Die Stadt blieb Hauptort einer Region (Mutasarrifiyya), die aus 168 Dörfern bestand. Im August 1922 versammelten sich mindestens 75 Delegierte in Nablus zum 5. Arabischen Nationalkongress, der das Weißbuch von 1922 ablehnte, Boykotte gegen jüdische Kaufleute beschloss und die Einberufung einen panarabischen Kongresses zum Ziel setzte. Bei der Veranstaltung wurde auch der Nationale Pakt beschlossen, der eine Reihe legal anzustrebende Ziele eines der Umma verpflichteten islamisch-nationalen Programmes festlegte.

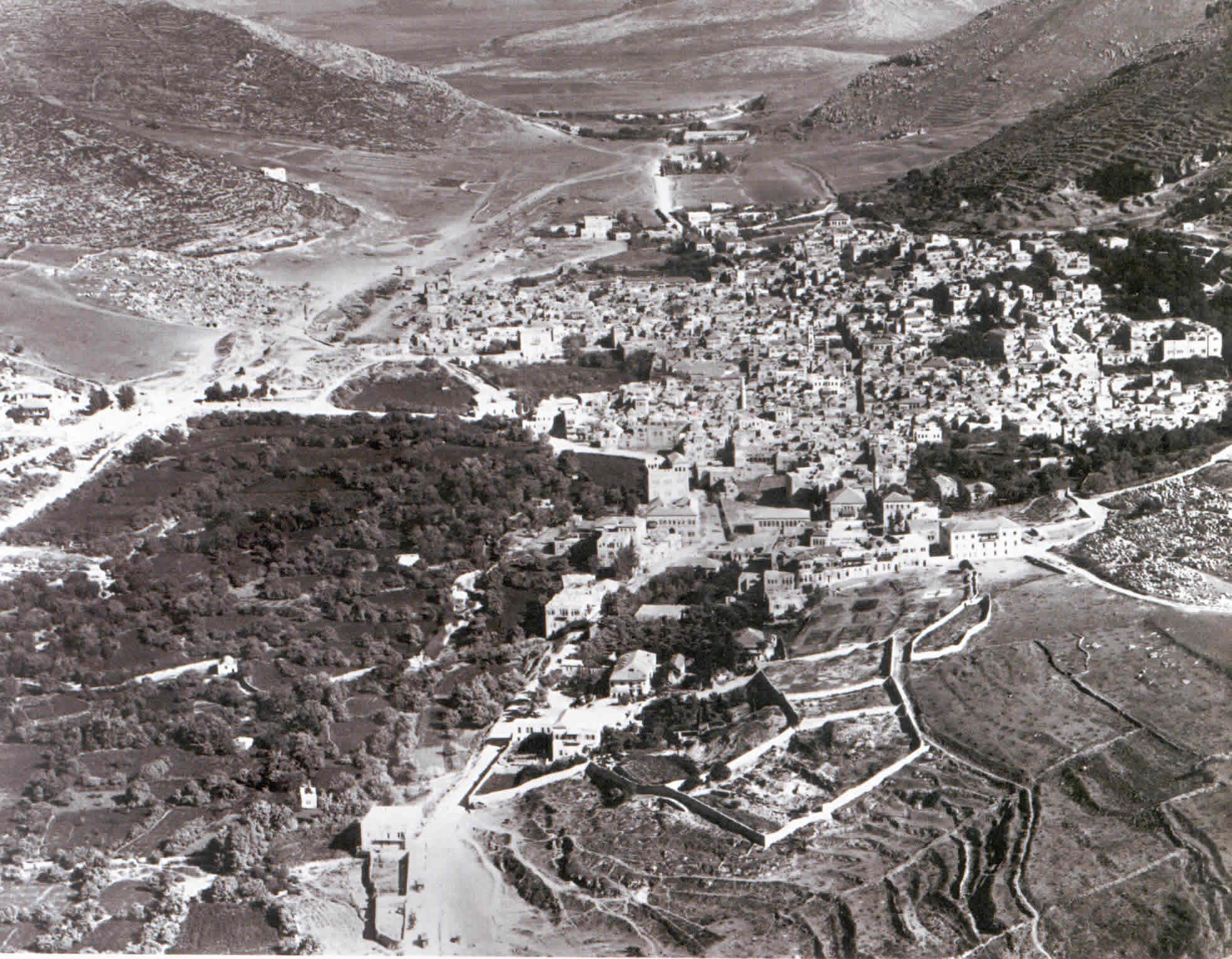
Nablus um 1918, aufgenommen von Osten auf 1000 Fuß Flughöhe, Autor unbekannt. Im Vordergrund liegt der moderne Stadtteil aš-Šuaytrah.

1926 bestand Nablus laut einer Karte von R. P. Lavergne, erschienen 1927 in Coutumes palestiniennes. I. Naplouse et son district des an der EBAF tätigen Semitisten Antonin Jaussen (1871–1962), aus zwölf Stadtteilen: aš-Šuaytrah, al-Musk, al-Habalah, al-Anbiya, al-Ġarby, as-Sumara, al-Yasminah, al-Qâriyûn, al-ʿAqabah, al-Djawzah, al-Qaṣṣariyah und al-Djabaliyah. Es gab eine Niederlassung der Ottomanischen Bank, das Englische Krankenhaus, das al-Manaschia-Theater, die Al-Nadjāh-Schule und eine Mädchenschule, verschiedene Hotels (Majestic Hotel, Palestine Hotel, Hôtel Samaria, Hôtel Victoria), eine Töpferei und zahlreiche Seifensiedereien, dazu Moscheen und Badehäuser, ein griechisches Kloster und einen griechischen Friedhof, eine samaritanische Synagoge, eine protestantische Kirche, eine Niederlassung der Sœrs de St. Joseph und ein Postbüro.
1927 wurde die Stadt durch das Erdbeben von Jericho erschüttert, das ihren Markt und viele Gebäude beschädigte. Ein Höhepunkt im religiösen Jahr der Muslime war die mindestens 10-tägige Prozession mussam (auch mawsim) zum Nabi Musa, dem vermuteten Grab Mose im Jordantal. Sie zogen in großen Festzügen, auch Musiker und Derwische. Freundschaftliche Animositäten mit den Jerusalemer Muslimen wurden auch handgreiflich.

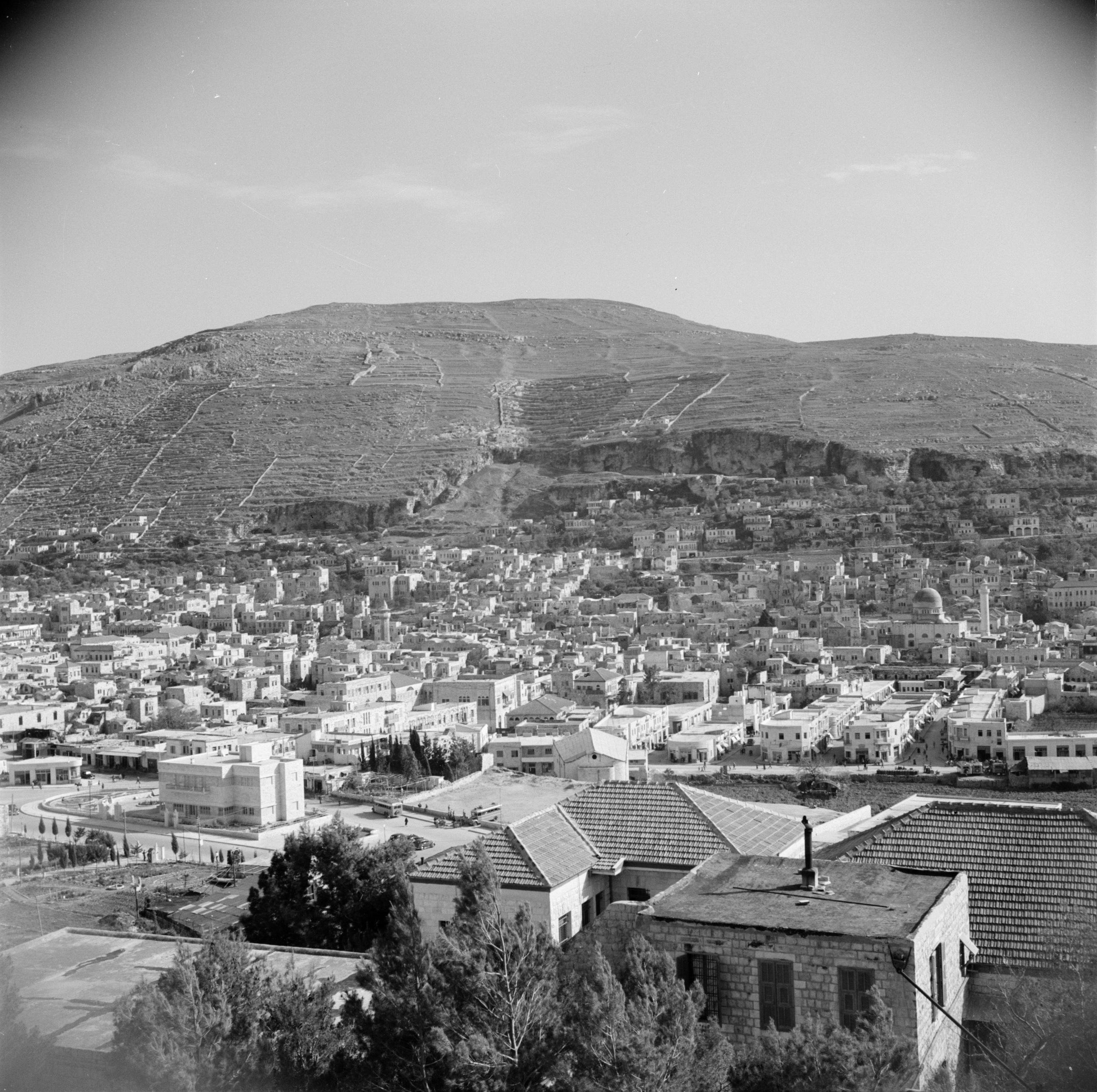
Sicht auf Nablus, Aufnahme von Willem van de Poll um 1950

Nablus verstand sich traditionell als politischer Gegenpol zu Jerusalem und war eine Hochburg der von Raghib al-Naschaschibi angeführten Opposition gegen den Jerusalemer „Großmufti“ Mohammed Amin al-Husseini. So positionierte sich das von 1919 bis 1931 bestehende lokale Islamisch-christliche Komitee, das wegen der wenigen Christen in der Stadt nur mit Mühe ein christliches Mitglied hatte auftreiben können, gegen Husseini und dessen Arabisch-palästinensische Partei (Hizb al-Arabiyya al-Filastiniyya). Der im Oktober 1935 von ʿAbd al-Latif Salah aus Tulkarm gegründete gemäßigt-nationale Nationale Block fand zwar in Nablus Rückhalt, blieb aber im übrigen Palästina bedeutungslos. Eine Niederlassung des al-Husseini verbundenen Al-Nadi al-Arabi befand sich in der gleichnamigen Straße. Der pro-arabische Offizier John Bagot Glubb berichtet, dass der territoriale Kompromiss der britischen Peel-Kommission vom 7. Juli 1937 in Nablus mit öffentlichen Freudenkundgebungen gefeiert wurde, was auf pragmatische Einstellungen hinweist.
Die Stadt galt dennoch als ein Hort der Fanatiker, wie schon Heinrich Petermann meinte. Bei zwei Tagungen der YMMA (Young Men's Muslim Association; jamʿiyyat al-shubban al-muslimin) wurde im Juli und September 1931 erstmals öffentlich der bewaffnete Widerstand gefordert. Im November 1935 fand in Nablus der Große Volkskongress statt, der eine Annäherung zwischen der Nationalbewegung und den Gewerkschaften der Arab Workers Society brachte. Von den zunehmenden Spannungen zwischen Arabern, Briten und Juden, sowie zwischen teilweise probritischen arabischen Landbesitzern und Nationalisten im Oktober 1933 und im Arabischen Aufstand (1936–1939) blieb Nablus nicht verschont. Als initiales Ereignis des Aufstands gilt die Ermordung von zwei Juden in Nablus im April 1936 und die anschließende Gegengewalt der Irgun. Die Tat bei Nablus setzte zudem einen Deutschen frei, der behauptete, „ein Nazi in Hitlers Namen“ zu sein. Der lokale Istiqlal übernahm in der ersten Phase der thawra die Streikführung, die jedoch bald von Amin al-Husseinis Einheitsfront des Arabischen Hohen Komitees beansprucht wurde, das jedoch mangels lokaler Strukturen auf die Aktivität eines sogenannten Nationalkomitees setzte, wie es sich nach Jerusalem oder Jaffa auch in Nablus bildete. Mitte Juni 1936 war Nablus wieder in der Hand der Briten.
1941 und 1942 berichtete der samaritanische Geheimagent Yaakov Cohen den Zionisten betreffend des Kenntnisstands der Husseini-Unterstützer in Nablus über den Fortgang des Zweiten Weltkriegs und des Holocaust. Während einige diese Meldungen anzweifelten, da sie die Deutschen für ein besonders kultiviertes Volk hielten, das dazu nicht fähig sei, bewerteten andere diese Meldungen für sich positiv. Der Doktor Musa al-Husseini, ein Cousin Amin al-Huseinis, gehörte zu ihnen. Als Gegner der Nazis gab sich hingegen der Bürgermeister von Nablus zu erkennen. Im Mai 1948 zogen sich die Briten aus Palästina zurück und David Ben-Gurion erklärte die Unabhängigkeit Israels. Bevor die Hagana am 23. April 1948 Haifa einnahm, flohen von dort viele Einwohner nach Nablus. Im Zuge der als Nakba bezeichneten Ereignisse im Palästinakrieg wurden die Flüchtlingslager Askar (im Norden) und Balata (im Süden) geschaffen. In den Lagern leben nach Angaben der UN noch heute fast 40.000 Menschen.
Israel baute die militärische Überwachungsstation auf dem Berg Ebal über der Stadt. Am 15. März 1976 wurde die Schülerin Lina Nabulsi auf dem Rückweg von der Schule von einem israelischen Soldaten erschossen. Ein Gemälde des Malers Sliman Mansour, das das sterbende Mädchen zeigt, hängt heute in vielen Häusern. Der Autor Hasan Daher schrieb für sie das Lied Fil-daffa, das der libanesische Sänger Ahmad Kaabour sang. Am 26. April 1978 starben weitere Unschuldige, als auf einen parkenden Bus auf einem Platz in Nablus, in dem sich 34 junge Deutsche, Freiwillige der Aktion Sühnezeichen Friedensdienste, befanden, ein Terroranschlag verübt wurde. Der Bus war nach einer viertägigen Exkursion in den Norden Israels und einem Zwischenstopp in Nablus auf der Rückfahrt nach Jerusalem, als ein junger Palästinenser eine selbstgebastelte Rohrbombe, gefüllt mit abgesägten Nägeln, durch ein offenes Fenster in den Bus warf. Dabei starben Susanne Zahn und Christoph Gaede, fünf weitere Personen wurden schwer verletzt.

### 21. Jahrhundert
Von 2000 bis 2005 dauerte die Zweite Intifada. Am 7. Oktober 2000 belagerten palästinensische Demonstranten den stationierten Grenzschutzposten am Josefs Grab. Ein israelischer Druse, der dort Dienst tat, starb. Die pälästinensische Polizei konnte ihn nicht bergen. Die alarmierte israelische Luftwaffe beschoss die Demonstranten aus Apache-Kampfhubschraubern, die Menge löste sich aber nicht auf. Bewaffnete schossen zurück. Am 28. Februar 2002 drang die israelische Armee in Balata ein und tötete 21 Palästinenser, auch zwei israelische Soldaten starben. Am 27. März 2002 folgte ein schwerer Selbstmordanschlag in Netanja, worauf die Armee in der „Operation Schutzschild“ in Balata eindrang und 78 Palästinenser tötete.
Im Winter 2022 wurde Nablus während dreier Wochen vom israelischen Militär abgeriegelt. Im Februar 2023 starben bei einem israelischen Militäreinsatz in Nablus mindestens zehn Palästinenser (darunter zwei Kommandeure der islamistischen Terrororganisation Islamischer Dschihad), weitere 102 Menschen wurden verletzt. In der Stadt gibt es eine Gruppe, die sich die „Höhle der Löwen“ nennt.
Die Industrie in Nablus leidet unter den israelischen Sperranlagen und Checkpoints. Eine Lastwagenladung nach Ramallah benötigt statt wie früher 90 Minuten heute drei bis vier Stunden, dabei muss dessen Ladung vollständig entladen und vorgeführt werden. Junge Leute aus der Umgebung, die in Nablus studieren, müssen Wartezeiten in Kauf nehmen. Sind die Checkpoints geschlossen, können sie nicht zum Unterricht gehen. Die An-Najah-Universität setzt deshalb seit 2012 auf E-Learning. Seit dem 7. Oktober 2023 nehmen die Abriegelungen zu.

## Sehenswürdigkeiten
Die Altstadt von Nablus mit vielen Relikten historischer Bausubstanz und den Einkaufsmöglichkeiten in seinem Suq ist alleine schon eine touristische Attraktion. Ziel von Pilgern ist der sogenannte Jakobsbrunnen, der im Johannesevangelium erwähnt wird. An ihm soll einst Jesus eine Frau aus der Volksgruppe der Samaritaner getroffen haben, die ihm zu trinken anbot. Darüber steht heute eine griechisch-orthodoxe Kirche.
Zu nennen ist die Ausgrabungsstätte Balata mit den Spuren von Sichem. Aus römischer Zeit sind die Überreste eines Amphitheaters erhalten geblieben. Auch ein Besuch der verbliebenen Samaritaner-Gemeinde auf dem Berg Garizim ist möglich.

## Wirtschaft
Die Wirtschaft in Nablus ist heute durch die politischen Rahmenbedingungen für die palästinensischen Autonomiegebiete und die praktische Abhängigkeit von israelischen Behörden stark eingeschränkt. Eine Spezialität ist die Herstellung von Speiseöl. Schon um 1300 berichtete der arabische Geograph Al-Dimashqi: „Die Stadt steht wie ein Palast in ihren Gärten und hat eine große Anzahl von Bäumen. Das Öl ihrer Oliven wird in alle Länder Ägyptens, Syrien, den Hedschas und die arabische Wüste gebracht“. Das Öl wird auch für die Seifenherstellung verwendet. Die Fertigung von Nabulsi-Seife lässt sich bis ins 10. Jahrhundert zurückverfolgen und trug wesentlich zum wirtschaftlichen Aufschwung bei.

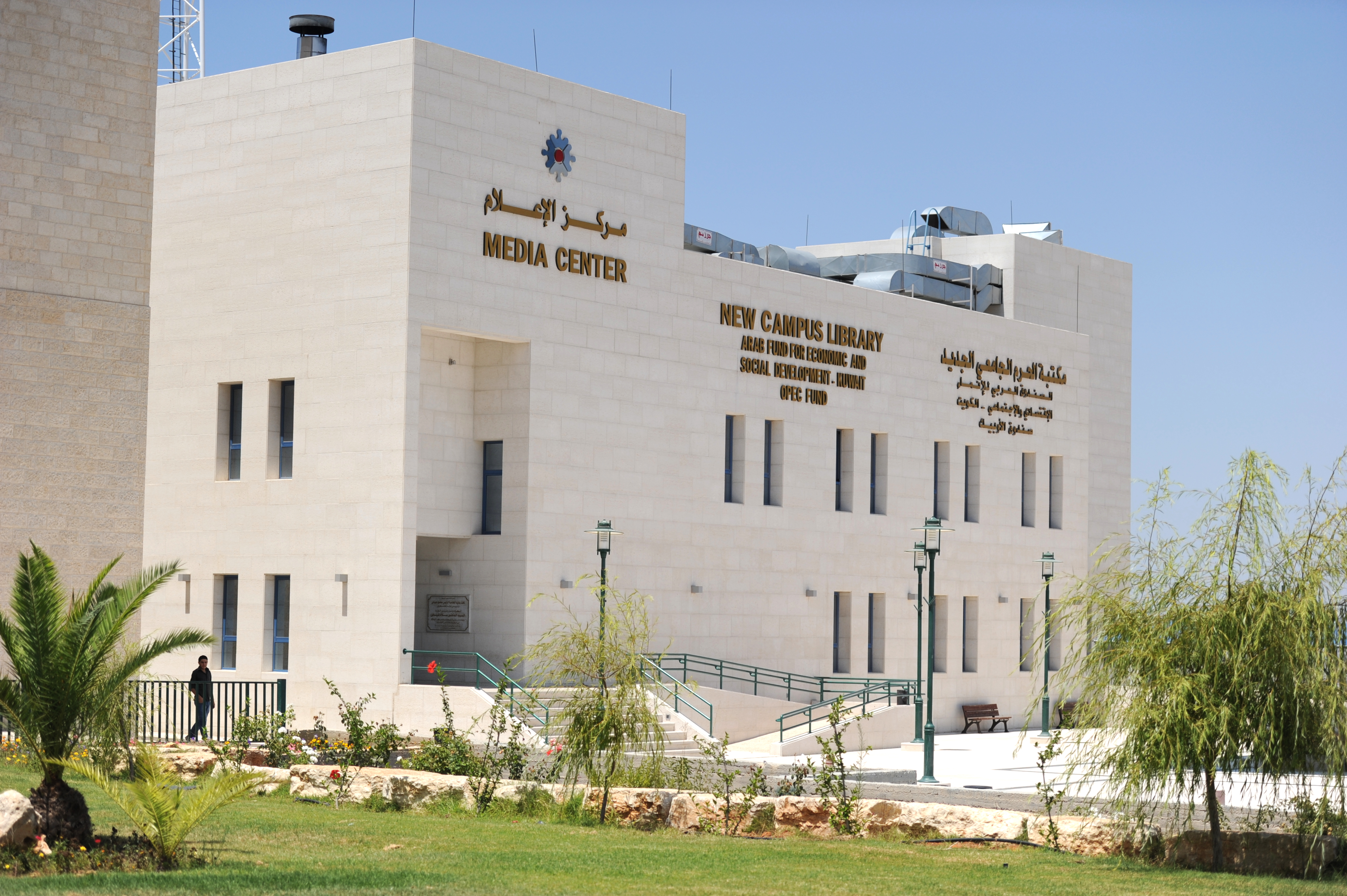
Media Center und Bibliothek der An-Najah-Universität

Ein starkes Standbein ist außerdem die Textilindustrie, insbesondere die Jeans-Fertigung. Über die Grenzen von Nablus hinaus ist die Süßspeise Kunafah begehrt. Schließlich beherbergt Nablus seit 1995 die Börse Palästinas (PEX). An ihr sind 49 Unternehmen gelistet (Stand Oktober 2015).

## Söhne und Töchter der Stadt
- Awni Abd al-Hadi (1889–1970), Politiker
- Abdel Wael Zwaiter (1934–1972), Übersetzer
- Wadi Soudah (* 1948), Schriftsteller
- Samer Allawi (* 1966), Journalist
- Adel Salameh (1966–2019), Oudspieler
- Dima Bashar (* 2000), Sängerin, Kinderdarstellerin und Moderatorin

## Partnerstädte
Nablus unterhält folgende Städtepartnerschaften:
| Stadt          | Land                   |
| -------------- | ---------------------- |
| Chassawjurt    | Russland               |
| Como           | Italien                |
| Dundee         | Vereinigtes Königreich |
| Region Florenz | Italien                |
| Lille          | Frankreich             |
| Neapel         | Italien                |
| Nürnberg       | Deutschland            |
| Posen          | Polen                  |
| Rabat          | Marokko                |
| Stavanger      | Norwegen               |
| Toskana        | Italien                |